# Lanty
Lanty és un municipi francès, situat al departament del Nièvre i a la regió de Borgonya - Franc Comtat. L'any 2007 tenia 123 habitants.

## Demografia

### Població
El 2007 la població de fet de Lanty era de 123 persones. Hi havia 60 famílies, de les quals 20 eren unipersonals (16 homes vivint sols i 4 dones vivint soles), 28 parelles sense fills i 12 parelles amb fills.
La població ha evolucionat segons el següent gràfic:
Habitants censats

### Habitatges
El 2007 hi havia 134 habitatges, 57 eren l'habitatge principal de la família, 72 eren segones residències i 5 estaven desocupats. 131 eren cases i 3 eren apartaments. Dels 57 habitatges principals, 46 estaven ocupats pels seus propietaris, 9 estaven llogats i ocupats pels llogaters i 2 estaven cedits a títol gratuït; 2 tenien dues cambres, 12 en tenien tres, 18 en tenien quatre i 25 en tenien cinc o més. 50 habitatges disposaven pel capbaix d'una plaça de pàrquing. A 34 habitatges hi havia un automòbil i a 17 n'hi havia dos o més.

### Piràmide de població
La piràmide de població per edats i sexe el 2009 era:
| Homes | Edats   | Dones |
| ----- | ------- | ----- |
| 0     | 95 o +  | 0     |
| 0     | 90 a 94 | 4     |
| 4     | 85 a 89 | 4     |
| 0     | 80 a 84 | 0     |
| 16    | 75 a 79 | 8     |
| 4     | 70 a 74 | 12    |
| 16    | 65 a 69 | 0     |
| 4     | 60 a 64 | 8     |
| 4     | 55 a 59 | 8     |
| 20    | 50 a 54 | 4     |
| 28    | 45 a 49 | 12    |
| 8     | 40 a 44 | 16    |
| 12    | 35 a 39 | 12    |
| 16    | 30 a 34 | 16    |
| 0     | 25 a 29 | 16    |
| 12    | 20 a 24 | 16    |
| 20    | 15 a 19 | 20    |
| 4     | 10 a 14 | 8     |
| 8     | 5 a 9   | 16    |
| 12    | 0 a 4   | 16    |

## Economia
El 2007 la població en edat de treballar era de 69 persones, 37 eren actives i 32 eren inactives. De les 37 persones actives 30 estaven ocupades (16 homes i 14 dones) i 7 estaven aturades (3 homes i 4 dones). De les 32 persones inactives 15 estaven jubilades, 6 estaven estudiant i 11 estaven classificades com a «altres inactius».

### Ingressos
El 2009 a Lanty hi havia 63 unitats fiscals que integraven 133 persones, la mediana anual d'ingressos fiscals per persona era de 12.395 €.

### Activitats econòmiques
Dels 3 establiments que hi havia el 2007, 1 era d'una empresa de construcció, 1 d'una empresa de comerç i reparació d'automòbils i 1 d'una empresa de serveis.
L'únic servei als particulars que hi havia el 2009 era una fusteria.
L'any 2000 a Lanty hi havia 3 explotacions agrícoles.

## Poblacions més properes
El següent diagrama mostra les poblacions més properes.